# Елвдален (община)
Елвдален (на шведски: Älvdalens kommun) е община разположена в лен Даларна, централна Швеция с обща площ 7189 km2 и население 7096 души (към 31 декември 2013). Административен център е град Елвдален.